# Jock Stein
Jock Stein CBE (Burnbank, 1922. október 5. – Cardiff, 1985. szeptember 10.) skót labdarúgó, edző. 1967-ben az első brit edző lett, akinek sikerült megnyernie a bajnokcsapatok Európa-kupáját. 1966 és 1974 között zsinórban kilenc alkalommal vezette bajnoki címig a Celtic csapatát. 1985-ben a Wales elleni világbajnoki selejtező közben hunyt el.

## Pályafutása

### Klubcsapatban
1922-ben született a Glasgow közelében található Burnbank nevezetű kisvárosban, ami a bányászatáról volt ismert. Fiatalon hagyta ott az iskolát és előbb egy szőnyeggyárban vállalt munkát, majd ahogy a legtöbb fiatal abban az időben, ő is bányász lett. A munka mellett kezdett el futballozni. Első csapata 1940-ben a Blantyre Victoria volt. 11 évig dolgozott a szénbányában, emiatt mentesült a második világháborús katonai szolgálat alól. 1942 és 1950 között az Albion Rovers együttesében játszott. 1950-ben leigazolta a walesi Llanelli Town csapata, ahol profi labdarúgóvá vált. Egy évvel később a Celtic szerződtette 1200 fontért, ahol eleinte csak a tartalékok között szerepelt. Sean Fallon sérülése miatt került be a kezdőbe és élt is a lehetőséggel, hamarosan a csapatkapitány lett belőle és vezetésével 1954-ben tizenhat év után bajnoki címet szerzett a Celtic, ugyanebben az idényben a skót labdarúgókupát is megnyerték. A skót válogatottban egyetlen alkalommal sem lépett pályára és hivatalosan 1957-ben vonult vissza az aktív játéktól.

### Edzőként
1957-ben a Celtic tartalékcsapatát edzette, de protestáns vallása miatt a klub elnöke nem jósolt neki nagy jövőt az együttesnél. 1960-ban a Dunfermline Athletic csapatánál vállalt munkát, amely a kiesés ellen harcolt. Első mérkőzésén legyőzték a Celticet 3–2-re és a hátralévő öt mérkőzést is megnyerték kivétel nélkül é sikeresen benntartotta a csapatot. 1961-ben megnyerték a skót labdarúgókupát és indulhattak a KEK 1961–62-es sorozatában. A következő szezonban a Vásárvárosok kupájában indultak és kiejtették az Evertont, azt követően pedig egy 4–0-ás idegenbeli vereséget követően hazai pályán 6–2-re verték a Valenciát. Az 1964–65-ös szezonban a Hiberniant irányította, de még az idény vége előtt elhagyta a klubot, holott a Hibernian a bajnoki címért küzdött. 1965-ben kinevezték a skót válogatott skót válogatott szövetségi kapitányának, de nem sikerült kijuttatniuk az 1966-os világbajnokságra, ezért távozott.
1965-ben a Celtic vezetőedzője lett. Ebben az időszakban nem volt túl sikeres a Celtic, az utolsó bajnoki címüket is akkor szerezték, amikor Stein még aktív játékos volt. Első szezonjában megnyerték a skót kupát, 1966-tól pedig sorozatban kilenc bajnoki címet szerzett Stein vezetésével a Celtic. Legnagyobb sikerüket 1967-ben érték el, amikor legyőzték a Helenio Herrera által irányított Internazionale csapatát és megszerezték a bajnokcsapatok Európa-kupája serlegét. 1978-ig volt a Celtic vezetőedzője, a skót kupát nyolc, a skót ligakupát hat alkalommal sikerült megnyernie edzőként és összesen tíz bajnoki címmel és számos kisebb trófeával gazdagította a klubot. 1978-ban kis időre a Leeds United csapatánál dolgozott, de nem érezte jól magát. 1978 őszén ismét kinevezték a skót válogatott szövetségi kapitányának. 1978. október 25-én debütált a kispadon egy Norvégia elleni Európa-bajnoki selejtezőn, amit 3–2-re megnyertek a Hampden Parkban.
A folytatásban a Belgium ellen elszenvedett két vereségük viszont azt jelentette, hogy nem sikerült kijutniuk az 1980-as Európa-bajnokságra. Sikeresen kivezette a nemzeti csapatot az 1982-es világbajnokságra, ahol Új-Zélandot 5–2-re legyőzték, Brazília ellen 4–1-es vereséget szenvedtek, a Szovjetunióval pedig 2–2-es döntetlent értek el, azonban a rosszabb gólkülönbség miatt nem jutottak tovább a következő körbe. Az 1986-os világbajnokság selejtezőit az Izland elleni hazai 3–0-ás győzelemmel kezdték, majd Spanyolországot is sikerült legyőzniük 3–1-re a Hampden Parkban. Idegenben 1–0-ra kikaptak Spanyolországtól és hazai pályán szintén 1–0 arányban alulmaradtak Wales ellen. Izlandon sikerült 1–0-ra győzniük, így megmaradt a remény a világbajnoki részvételre.

### Halála
1985. szeptember 10-én Cardiffban léptek pályára a skótok az utolsó körben. A képlet egyszerű volt, amennyiben a walesiek nyernek, ők játszhatnak pótselejtezőt, ha döntetlen vagy skót győzelem születik, akkor pedig a skótok. Stein több kulcsjátékosra sem számíthatott, hiányzott többek között Kenny Dalglish, Graeme Souness és Steve Archibald is. Mark Hughes góljával a walesiek gyorsan vezetést szereztek, a skótok gondjai pedig sokasodtak, amikor kiderült, hogy a félidőben kényszerből le kellett cserélni a kontaktlencséjét elhagyó kapus Jim Leightont. Segítőjével Alex Fergusonnal emiatt összetűzésbe is került és rendkívül feszült volt a hangulat az öltözőben. A 61. percben csereként beállt Davie Cooper a 80. percben egy kezezésért megítélt büntetőt magabiztosan értékesített és döntetlenre mentette a mérkőzés állását. A vége felé csak fokozódott a hangulat, miután a sajtó munkatársai a skót kispad körül gyülekeztek, ami Steint komolyan zaklatta és már nem tudott a mérkőzésre koncentrálni. Másodpercekkel a vége előtt azt gondolta tévedésből, hogy a játékvezető lefújta a mérkőzést, de a szervezete már nem bírta a megpróbáltatásokat és szívrohamot kapott. Gyorsan az orvosi szobába vitték, de már nem tudtak rajta segíteni és meghalt. Az Ausztrália elleni interkontinentális pótselejtezőn Alex Ferguson állította össze a csapatot és kivezette a válogatottat az 1986-os mexikói világbajnokságra.

## Sikerei, díjai

### Játékosként
Celtic
- Skót bajnok (1): 1953–54
- Skót kupagyőztes (1): 1953–54
- Glasgow-kupa (1): 1955–56

### Edzőként
Dunfermline Athletic
- Skót kupagyőztes (1): 1960–61

Celtic
- BEK-győztes (1): 1966–67
- Skót bajnok (10): 1965–66, 1966–67, 1967–68, 1968–69, 1969–70, 1970–71, 1971–72, 1972–73, 1973–74, 1976–77
- Skót kupagyőztes (8):  1964–65, 1966–67, 1968–69, 1970–71, 1971–72, 1973–74, 1974–75, 1976–77
- Skót ligakupagyőztes (6): 1965–66, 1966–67, 1967–68, 1968–69, 1969–70, 1974–75
- Glasgow-kupa (5): 1964–65 , 1966–67, 1967–68, 1969–70, 1974–75

Skócia
- Rous-kupa (1): 1985